# Santa Cruz (metropolitana di San Paolo)
Santa Cruz è una stazione della linea 1 e della linea 5 della metropolitana di San Paolo. Si trova sotto rua Domingos de Morais, nel distretto di Vila Mariana.

## Storia
La stazione della linea 1 è stata inaugurata il 14 settembre 1974.
La stazione della linea 5 è stata aperta il 28 settembre 2018.

## Interscambi
Nelle vicinanze della stazione effettuano fermata diverse linee di autobus urbani e interurbani.
- Fermata autobus

## Servizi
La stazione dispone di:
- Accessibilità per portatori di handicap
- Ascensori
- Scale mobili
- Biglietteria a sportello
- Biglietteria automatica